# مسجد العثمان (جبلة)

## الموقع والتصميم
جاء من نجد كبير العائلة عبد العزيز العثمان وهو في التاسعة من العمر بصحبة أخيه عبد الله ووالدته وأختيه في حوالي العام 1274 هـ الموافق 1857م، وسكنوا في حي القبلة، على وجه التحديد الأرض التي بني عليها مجلس الأمة الآن، وفي هذه الأرض التي سكنوها أطلق الناس عليها فيما بعد: حي العثمان، وفي هذا الحي بني مسجد العثمان، وهذا المسجد -المهدوم- لو أردنا أن نحدد مكانه القديم لكانت الأرض التي تقع شرقي مبنى موقف السيارات التابع لمجلس الأمة الجديد.
المظهر الخارجي للمسجد يدل على قدمه، له بابان : أحدهما غربي، ويؤدي إلى ردهة مستطيلة في نهايتها منارة المسجد، وهي شامخة الارتفاع تتراءى للناظرين من مسافات بعيدة، أما صحن المسجد فهو مستطيل الشكل فسيح يتسع لمئات المصلين، وبالجهة الغربية منه رواق محمول على ستة أعمدة من الاسمنت المغطى بالجص الأبيض الجميل، وبالحائط الغربي للرواق سبعة أبواب من الخشب العادي الذي كان يُجلب من البلاد الأفريقية، وفي الفترة التي بني فيها المسجد وفيه خلوة متوسطة المساحة، والمحراب والمنبر عبارة عن تجويف داخل الحائط، وكل منهما محلى بزخارف جصية رائعة للغاية.

## تأسيس المسجد وتجديده
أسسه النوخذة عبد العزيز بن عثمان العثمان ، العام 1325 الموافق 1907 م ، وأعاد بناءه كل من إبنه عبد الوهاب العثمان، وعبد اللطيف بن سليمان العثمان، وأحمد محمد الغانم، بمشاركة دائرة الأوقاف العامة في سنة 1372هـ الموافق 1953م، أو في 19 من ذي القعدة 1371هـ الموافق 9 من أغسطس 1952م، وقد بلغت تكلفة البناء (87.183) روبية.
ولقد أعاد بناء المسجد - من جديد - قرب مكانه القديم في الطرف الشمالي من مبنى مجلس الأمة على ساحل البحر، أولاد عبد الوهاب العثمان، وأطلق عليه اسم جدهم عبد العزيز، وقد تم ذلك في العام 1412هـ - 1991م.

## أئمة مؤذني المسجد
- قام بالإمامة فيه كل من:

1. الشيخ يوسف بن حمود الذي عاش العام (1876 - ومات العام 1946م)، اتخذ هذا الشيخ- الذي يعتبر من تلاميذ الشيخ عبد الله الخلف- من البيت الموقوف على هذا المسجد سكنا ومدرسة فتحها ليدرس بها كتاب الله بعدما ترك التدريس في المدرسة المباركية التي كان يدرس بها، وكان يدرس في المسجد فقه مذهب الإمام مالك، ويعتبر هذا الشيخ من شيوخ الشيخ محمد بن سليمان بن جراح، وقد كتب له رسالة يحثه فيها على الإمامة في هذا المسجد خلفا له.
2. صلى فيه الشيخ محمد بن سليمان بن جراح بعد الشيخ يوسف بن حمود وناب عنه أخوه الشيخ إبراهيم الجراح حينما ذهب الشيخ محمد إلى الحج.
3. الملا عثمان بن عيسى العصفور.
4. الشيخ درويش بن ارحمة الذاودي، المنتقل إليه من مسجد الشرهان إلى هذا المسجد عندما توفي عثمان العصفور.
5. الملا أحمد الباحسين وكان ضريرا، وكان لديه دكان في بيته القريب من المسجد على أرض الشيخ يوسف بن حمود.

- أما المؤذنون، فقد قام بالأذان فيه كل من:

1. أذن فيه الملا محمد بن عبد الرحمن الحداري.
2. الملا محمد بن خليل العوضي.
3. الملا يوسف عيسى الشرف.

## وقف المسجد
أوقف السيد حامد النقيب بن السيد رجب بيتاً واقعاً في محلة القبلة على إمام مسجد العثمان، بعد أن يصرف من أجرته على مصالح البيت من تعمير وغيره وما بقي فهو للإمام.